# Terebra taiwanensis
Terebra taiwanensis é uma espécie de gastrópode do gênero Terebra, pertencente a família Terebridae.